# Логаритамска спирала
Логаритамска спирала, једнакоугаона спирала, или растућа спирала је самослично спирална крива која се обично појављује у природи. Декарт је први који је описивао логаритамску спиралу, а касније је Јакоб Бернули детаљније проучио и назвао је Spira mirabilis, чудесна спирала. 

## Дефиниција
У поларним координатама {\displaystyle (r,\theta )} логаритамска крива је записивана као:
{\displaystyle r=ae^{b\theta }\,}
или
{\displaystyle \theta ={\frac {1}{b}}\ln(r/a),}
где је {\displaystyle e} основа природних логаритама, а {\displaystyle a} и {\displaystyle b} су произвољне природне константе. 
У параметарском облику крива је:
{\displaystyle x(t)=r(t)\cos(t)=ae^{bt}\cos(t)\,}
{\displaystyle y(t)=r(t)\sin(t)=ae^{bt}\sin(t)\,}
где су {\displaystyle a} и {\displaystyle b} реални бројеви. 
Спирала има карактеристику да је φ између тангенте и радијалне линије у тачки {\displaystyle (r,\theta )} константа. Ова карактеристика може бити изражена у диференцијалним геометријским условима:
{\displaystyle \arccos {\frac {\langle \mathbf {r} (\theta ),\mathbf {r} '(\theta )\rangle }{\|\mathbf {r} (\theta )\|\|\mathbf {r} '(\theta )\|}}=\arctan {\frac {1}{b}}=\phi .}
Извод од {\displaystyle \mathbf {r} (\theta )} је пропорционалан параметру {\displaystyle b}. Другим речима, то контролише колико је уска спирала и у ком смеру иде. У екстремним случајевима, где је {\displaystyle b=0} ({\displaystyle \textstyle \phi ={\frac {\pi }{2}}} спирала постаје круг са полупречником {\displaystyle a}. Обрнуто, када {\displaystyle b} тежи бесконачности (φ → 0), спирала тежи ка полу правој. Комплементарни угао угла φ се зове нагиб.

## Spira mirabilis и Јакоб Бернули
Spira mirabilis је латински назив за чудесну спиралу, што представља друго име за логаритамску спиралу. Иако су други математичари дали назив овој криви Логаритамска спирала, Јакоб Бернули јој је дао ово специфично име. Он је био фасциниран овом посебном математичком особином:величина спирале се повећава, али њен облик остаје непромењен повећанем узастопних криви. Та особина се зове самосличност. Исход ове особине је да је Spira mirabilis еволуирала у природи, појављујући се у одређеним растућим облицима, као што је љуштура наутилуса и сунцокретов цвет. Јакоб Бернули је желео такву спиралу угравирану на надгробном споменику са натписом "Eadem mutata resurgo" (Иако промењен, остаћу исти), али грешком Архимедова спирала је стављена уместо тога.

## Особине
Логаритамска спирала се може разликовати од Архимедове спирале чињеницом да се раздаљина између кружница код логаритамске спирале повећава геометријском прогресијом, док је код Архимедове спирале та раздаљина константна. 
Логаритамска спирала је самослична, и због тога се она, применом било које трансформације, подудара са оригиналном нетрансформисаном спиралом. Скалирањем фактора {\displaystyle e^{2\pi b}}, где је b цео број, са центром скалирања оригинала, добија се иста крива као оригинал. Друге скале фактора дају криву која се ротира од оригиналне позиције спирале. Логаритамска спирала је такође подударна својој еволвенти, еволути и криви педале на основу њихових центара.
Са почетком у тачки {\displaystyle P} и померјуће се ка унутрашњости дуж спирале, може се кружити око почетне неограничен број пута не додирујући центар. Ипак, укупна дистанца је финална, када се израчуна лимес где {\displaystyle \theta } тежи {\displaystyle -\infty }. Ово особину први је уочио Еванђелиста Торичели пре него што је измишљен калкулус. Укупна дистанца је {\displaystyle \textstyle {\frac {r}{\cos(\phi )}}}, где је {\displaystyle r} права линија од дистанце {\displaystyle P} до оригинала. 

## Логаритамска спирала у природи
У природи могу се наћи криве које су сличне логаритамској спирали:
- Прилазак јастреба свом плену. Његов најоштрији прилаз је угао правца лета, који је исти углу нагиба спирале.

- Краци спиралне галаксије. Наша галаксија, Млечни пут, има неколико спиралних кракова, од којих свака има оштру логаритамску спиралу са нагибом од 12°.

- Многе биолошке структуре, укључујући љуштуре мекушаца. У овом случају разлог би могао бит конструкција од ширих сличних облика.